# Oeneis daura
Oeneis daura är en fjärilsart som beskrevs av John Kern Strecker 1894. Oeneis daura ingår i släktet Oeneis och familjen praktfjärilar. Inga underarter finns listade i Catalogue of Life.